# Cloak & Dagger
Marvel's Cloak & Dagger (ou simplesmente Cloak & Dagger) é uma série de televisão estadunidense criada por Joe Pokaski para a Freeform, baseada nos personagens homônimos, da Marvel Comics. É situada no Universo Cinematográfico Marvel, compartilhando continuidade com os filmes e outras séries de televisão da franquia. A série é produzida pela ABC Signature Studios, Marvel Television e Wandering Rocks Productions, com Pokaski servindo como showrunner.
A série é estrelada por Olivia Holt e Aubrey Joseph como Tandy Bowen / Adaga e Tyrone Johnson / Manto, dois adolescentes que adquirem superpoderes. Uma série de televisão com Manto e Adaga entrou em desenvolvimento pela ABC Family em julho de 2011. Em abril de 2016, Cloak & Daggger recebeu uma ordem de produção pela Freeform, e em agosto, Pokaski se juntou à série como showrunner e produtor executivo. Holt e Joseph foram escalados em janeiro de 2017, com Gloria Reuben, Andrea Roth, J.D. Evermore, Miles Mussenden, Carl Lundstedt, Emma Lahana e Jaime Zevallos também estrelando na série. As filmagens da série acontece em Nova Orleães.
A primeira temporada foi exibida de 7 de junho a 2 de agosto de 2018. Freeform renovou a série para uma segunda temporada em julho de 2018. A segunda temporada estreou em 4 de Abril de 2019. No Brasil, a série foi transmitida pelo Canal Sony. No dia 24 de outubro de 2019, a série foi oficialmente cancelada pela Freeform após 2 temporadas.

## Premissa
Em Nova Orleans, os adolescentes Tandy Bowen e Tyrone Johnson vêm de diferentes origens e adquiriram superpoderes depois de um evento de mudança de vida que girou em torno do colapso da Plataforma da Roxxon Gulf. Eles logo percebem que seus poderes funcionam melhor quando estão juntos, "mas seus sentimentos um pelo outro tornam o mundo já complicado ainda mais desafiador."

## Elenco e personagens
| Ator/Atriz      | Personagem               | Temporadas     | Temporadas     |
| Ator/Atriz      | Personagem               | 1.ª            | 2.ª            |
| Elenco regular  | Elenco regular           | Elenco regular | Elenco regular |
| --------------- | ------------------------ | -------------- | -------------- |
| Olivia Holt     | Tandy Bowen / Adaga      | Regular        | Regular        |
| Aubrey Joseph   | Tyrone Johnson / Manto   | Regular        | Regular        |
| Gloria Reuben   | Adina Johnson            | Regular        | Regular        |
| Andrea Roth     | Melissa Bowen            | Regular        | Regular        |
| J.D. Evermore   | James Connors            | Regular        | Regular        |
| Miles Mussenden | Otis Johnson             | Regular        | Recorrente     |
| Carl Lundstedt  | Liam Walsh               | Regular        | Participação   |
| Emma Lahana     | Brigid O'Reilly / Mayhem | Regular        | Regular        |
| Jaime Zevallos  | Francis Xavier Delgado   | Regular        | Recorrente     |

### Principal
- Olivia Holt como Tandy Bowen / Adaga:

Uma adolescente e ladra de rua que está conectada a Tyrone Johnson através de uma tragédia infantil compartilhada, com a habilidade de emitir adagas de luz. Bowen também tem a habilidade de testemunhar as esperanças e desejos das pessoas. O showrunner Joe Pokaski disse: "Há algo excitante em ter uma personagem cínica como Tandy que rouba coisas e não acredita no bem do ser humano, mas ainda vê o melhor neles quando ela os toca." Rachel Ryals interpreta Tandy criança.
- Aubrey Joseph como Tyrone Johnson / Manto:

Um adolescente, que está conectado a Tandy Bowen através de uma tragédia infantil compartilhada, com a capacidade de se transportar através da dimensão Darkforce. Johnson também tem a habilidade de testemunhar os medos das pessoas, tendo "vivido em um mundo de medo" desde a morte de seu irmão. Pokaski acrescentou: "Havia algo interessante em ajudá-lo a entender que todo mundo está com medo." Maceo Smedley III interpreta Tyrone criança.
- Gloria Reuben como Adina Johnson: A mãe de Tyrone, que investe pesadamente para garantir que seu filho tenha uma boa vida.[7]
- Andrea Roth como Melissa Bowen: A mãe viciada em drogas e álcool, ainda otimista, de Tandy.[7]
- J.D. Evermore como James Connors: Um intimidador detetive do Departamento de Polícia de Nova Orleães com um segredo perturbador.[7]
- Miles Mussenden como Otis Johnson: O pai de classe trabalhadora de Tyrone que tenta sustentar sua família e também é um associado dos Wild Red Hawks.[7][8] O personagem foi originalmente anunciado como sendo chamado de Michael.[7]
- Carl Lundstedt como Liam Walsh: O parceiro de Tandy no crime e ex-namorado.[7][9]
- Emma Lahana como Brigid O'Reilly: Uma detetive do Harlem, transferida para Nova Orleães, com sensibilidades endurecidas de Nova York que acredita que ninguém está acima da lei, incluindo outros policiais.[10]
- Jaime Zevallos como Francis Xavier Delgado: Um padre e amigo de Tyrone que está constantemente buscando redenção e questiona a vida que ele escolheu.[10]

### Recorrente
- Noëlle Renée Bercy como Evita Fusilier: Uma amiga e interesse amoroso de Tyrone. Bercy, que é de Nova Orleães, estava familiarizada com a cultura de vodu da cidade, e foi capaz de falar com as pessoas em relação a isso por sua parte.[9]
- Wayne Péré como Peter Scarborough: O CEO da Roxxon Gulf que foi responsável por arruinar o nome de Nathan Bowen e confiscar seu trabalho após sua morte.[11]
- Lane Miller como Fuchs: Um policial e interesse amoroso de O'Reilly.[11]
- Angela Davis como Chantelle: A tia de Evita que é uma sacerdotisa de vodu.[12] Pokaski descreveu a personagem como "uma encarnação moderna da sacerdotisa Marie Laveau."[13]
- Ally Maki como Mina Hess: Uma engenheira ambiental na Roxxon Gulf que faz amizade com Tandy. Hannah Hardin interpreta uma Mina mais jovem.[14]
- Tim Kang como Ivan Hess: O pai de Mina que trabalhou com Nathan Bowen na Roxxon.[15]

### Convidado
- Marqus Clae como Billy Johnson: O irmão mais velho de Tyrone que é baleado e morto por Connors.[16] Carsyn Taylor interpreta um Billy criança.[17]
- Mike Donovan como Rick Cotton: Um solteiro rico que é roubado por Tandy e depois tenta estuprá-la.[16]
- Dalon J. Holland como Duane Porter: Um amigo de Billy Johnson e trabalhador de serraria que também está trabalhando com Connors.[11]
- Andy Dylan como Nathan Bowen: O pai de Tandy e um engenheiro na Roxxon que foi morto em um acidente de carro na noite em que a Plataforma da Roxxon Gulf entrou em colapso.[18]
- Gary Weeks como Greg Pressfield: O "namorado" de Melissa, que é um advogado trabalhando no caso Roxxon envolvendo o trabalho de Nathan que foi confiscado durante sua demissão póstuma.[19]
- Dalton E. Gray como Benny: Um dos colegas do time de basquete de Tyrone que bate nele quando ele começa a perder o foco.
- Luray Cooper como Roland Duplantier: O líder do grupo de Mardi Gras chamado Wild Red Hawks, que é amigo de Otis Johnson.
- Gralen Banks como Choo Choo Broussard: Um membro do grupo de Mardi Gras chamado Wild Red Hawks, que é amigo de Otis Johnson.
- Vanessa Motta como Ashlie: Uma assassina profissional que trabalha para Peter Scarborough.

Stan Lee tem uma aparição cameo em uma pintura.

## Episódios
| Temporada | Temporada | Episódios | Episódios | Originalmente exibido | Originalmente exibido |
| Temporada | Temporada | Episódios | Episódios | Estreia da temporada  | Final da temporada    |
| --------- | --------- | --------- | --------- | --------------------- | --------------------- |
|           | 1         | 10        | 10        | 7 de junho de 2018    | 2 de agosto de 2018   |
|           | 2         | 10        | 10        | 4 de abril de 2019    | 30 de maio de 2019    |

### 1.ª temporada (2018)
| N.º na série | N.º na temp. | Título                                          | Dirigido por          | Escrito por                                                               | Exibição original   | Audiência (milhões) |
| ------------ | ------------ | ----------------------------------------------- | --------------------- | ------------------------------------------------------------------------- | ------------------- | ------------------- |
| 1            | 1            | "First Light" "(A Primeira Luz)" (BR)           | Gina Prince-Bythewood | Joe Pokaski                                                               | 7 de junho de 2018  | 0.919               |
| 2            | 2            | "Suicide Sprints" "(Fuga)" (BR)                 | Alex Garcia Lopez     | Joe Pokaski                                                               | 7 de junho de 2018  | 0.750               |
| 3            | 3            | "Stained Glass" "(Vidro Manchado)" (BR)         | Peter Hoar            | História por : Ariella Blejer & Dawn Kamoche Roteiro por : Peter Calloway | 14 de junho de 2018 | 0.548               |
| 4            | 4            | "Call/Response" "(Chamada e Resposta)" (BR)     | Ami Canaan Mann       | Christine Boylan & Marcus J. Guillory                                     | 21 de junho de 2018 | 0.606               |
| 5            | 5            | "Princeton Offense" "(Jogada Ofensiva)" (BR)    | Ry Russo-Young        | Niceole R. Levy & Joe Pokaski                                             | 28 de junho de 2018 | 0.509               |
| 6            | 6            | "Funhouse Mirrors" "(Ilusões)" (BR)             | Jennifer Phang        | J. Holtham & Jenny Klein                                                  | 5 de julho de 2018  | 0.499               |
| 7            | 7            | "Lotus Eaters" "(Comedores de Lótus)" (BR)      | Paul Edwards          | Joe Pokaski & Peter Calloway                                              | 12 de julho de 2018 | 0.538               |
| 8            | 8            | "Ghost Stories" "(Histórias de Fantasmas)" (BR) | Alex Garcia Lopez     | Christine Boylan & Jenny Klein                                            | 19 de julho de 2018 | 0.401               |
| 9            | 9            | "Back Breaker" "(Golpe Baixo)" (BR)             | Jeff Woolnough        | Niceole R. Levy & Peter Calloway                                          | 26 de julho de 2018 | 0.531               |
| 10           | 10           | "Colony Collapse" "(Cidade em Colapso)" (BR)    | Wayne Yip             | Joe Pokaski                                                               | 2 de agosto de 2018 | 0.423               |

### 2.ª temporada (2019)
| N.º na série | N.º na temp. | Título                                            | Dirigido por      | Escrito por                       | Exibição original   | Audiência (milhões) |
| ------------ | ------------ | ------------------------------------------------- | ----------------- | --------------------------------- | ------------------- | ------------------- |
| 11           | 1            | "Restless Energy" "(Energia Inquieta)" (BR)       | Jennifer Phang    | Joe Pokaski                       | 4 de abril de 2019  | 0.477               |
| 12           | 2            | "White Lines" "(Linhas Brancas)" (BR)             | Jeff Woolnough    | Peter Calloway & Niceole R. Levy  | 4 de abril de 2019  | 0.399               |
| 13           | 3            | "Shadow Selves" "(Eus Sombrios)" (BR)             | Matt Hastings     | Kate Rorick & Marcus J. Guillory  | 11 de abril de 2019 | 0.404               |
| 14           | 4            | "Rabbit Hold" "(Toca do Coelho)" (BR)             | Amanda Row        | Joy Kecken & J. Holtham           | 18 de abril de 2019 | 0.385               |
| 15           | 5            | "Alignment Chart" "(Gráfico de Alinhamento)" (BR) | Rachel Goldberg   | Niceole R. Levy & Peter Calloway  | 25 de abril de 2019 | 0.359               |
| 16           | 6            | "B Sides" "(Lado B)" (BR)                         | Lauren Wolkstein  | Kate Rorick & Pornsak Pichetshote | 2 de maio de 2019   | 0.311               |
| 17           | 7            | "Vikingtown Sound" "(Som de Vikingtown)" (BR)     | Joe Pokaski       | Joe Pokaski                       | 9 de maio de 2019   | 0.306               |
| 18           | 8            | "Two Player" "(Dois Jogadores)" (BR)              | Jessika Borsiczky | Kate Rorick & Joy Kecken          | 16 de maio de 2019  | 0.235               |
| 19           | 9            | "Blue Note" "(Nota Azul)" (BR)                    | Ami Canaan Mann   | Alexandra Kenyon & Peter Calloway | 23 de maio de 2019  | 0.324               |
| 20           | 10           | "Level Up" "(Subindo de Nível)" (BR)              | Philip John       | Joe Pokaski                       | 30 de maio de 2019  | 0.346               |

## Produção

### Desenvolvimento
Na San Diego Comic-Con International 2011, o chefe da Marvel Television, Jeph Loeb, anunciou que a série Cloak & Dagger estava em desenvolvimento na ABC Family. A série, que seria situada em Nova Orleães, após o Furacão Katrina, seguiria Manto e Adaga enquanto os dois "se encontram e percebem que seus poderes tanto complementam quanto complicam suas vidas." Por volta dessa época, Loeb teve uma reunião com a ABC Family, que recomendou Joe Pokaski a Loeb como um potencial roteirista para trabalhar com a Marvel Television, baseado em um roteiro para outra série que o canal havia recebido recentemente de Pokaski. Loeb entrou em contato com Pokaski sobre trabalhar com a Marvel, que estava interessada em escrever Manto e Adaga, já que "há algo que parecia certo sobre eles no formato de televisão", e escrever o roteiro. Pokaski ficou atraído por Manto e Adaga como uma série de televisão, porque a dupla são as únicas pessoas que entendem as situações um do outro, comparada a outras séries de televisão adolescentes sobre coming-of-age como Buffy the Vampire Slayer ou Smallville, onde os personagens principais não tem ninguém que possa se relacionar com eles.
Em abril de 2016, a série recebeu uma ordem de produção pela Freeform, sendo co-produzida pela ABC Signature Studios e Marvel Television Em agosto de 2016, Pokaski tinha asssinado para a série como showrunner e produtor executivo, Pokaski notou que seu roteiro havia "ficado na gaveta por cinco anos", antes que o executivo da Freeform, Karey Burke, o encontrasse e "arriscasse a chance". Loeb, Jim Chory, Alan Fine, Stan Lee, Joe Quesada e Karim Zreik também atuam como produtores executivos, enquanto Jenny Klein produz a série.
Em 20 de julho de 2018, a Freeform renovou a série para uma segunda temporada.

### Escrita
Tudo começa com representação. Nos certificamos de que nossa sala de roteiristas é preenchida com muitas pessoas que não se parecem comigo o quanto possível. Temos roteiristas muito bons que nos permitem um espaço bastante amplo para ter conversas reais e encontrar a verdade em nossas experiências. Essa é a chave; é sobre o que as pessoas falam muito, mas tentamos realmente executá-la.

Sobre a premissa adolescente da série [dado o público-alvo da Freeform], Loeb disse: "São personagens que sempre estiveram tradicionalmente nessa faixa etária. Não é como se tivéssemos pegando alguma coisa e transformando em Young Adult (YA). Ela fala para um público jovem e é uma propriedade jovem. Eu faria The Punisher na Freeform? Eu não acho que isso iria se conectar da mesma maneira." Pokaski ficou satisfeito com a diversidade dos roteiristas da primeira temporada, com a maioria dos roteiristas negros e muitas roteiristas femininas. A maioria dos roteiristas da primeira temporada retornaram para a segunda.
Pokaski falou sobre as diferenças na história de origem de Manto e Adaga dos quadrinhos, dizendo: "Eu acho que as histórias originais foram fantásticas, mas na época, enquanto elas eram um pouco progressivas, elas eram um pouco sexistas e racistas. O que tentamos fazer foi desconstruí-la e fazê-la sobre Tandy e Tyrone, entender quem eles eram." Ele também sentiu que ideia de Loeb de ter a dupla em Nova Orleães, em vez de Nova York como nos quadrinhos, foi uma "grande ideia". Como a Marvel também estava desenvolvendo The Defenders ao mesmo tempo, a mudança para o cenário de Nova Orleães "surgiu bem cedo", já que Pokaski sentiu que a cidade de Nova York do Universo Cinematográfico Marvel tinha super-heróis suficientes. Ao procurar por locais alternativos, e considerando lugares com filmagem de incentivos fiscais, Nova Orleães "parecia tão certo para Tandy e Tyrone. Parecia gótica, parecia um pouco sombria, parecia um lugar de luz e sombra. Quanto mais aprendíamos sobre a cidade e sobre sua história e sobre vodum ou os índios do Mardi Gras, parecia que era o único lugar para Tandy e Tyrone começarem."
Embora Manto e Adaga seja um casal nos quadrinhos, Pokaski preferiu não apressar o relacionamento romântico entre a dupla, dizendo que a primeira temporada é "mais sobre encontrar seu melhor amigo... essa série é sobre 'Há exatamente uma pessoa que me entende'". Pokaski tem a intenção de criar 100 episódios para a série, com "um plano definitivo para cinco temporadas" criado.

### Escolha do elenco

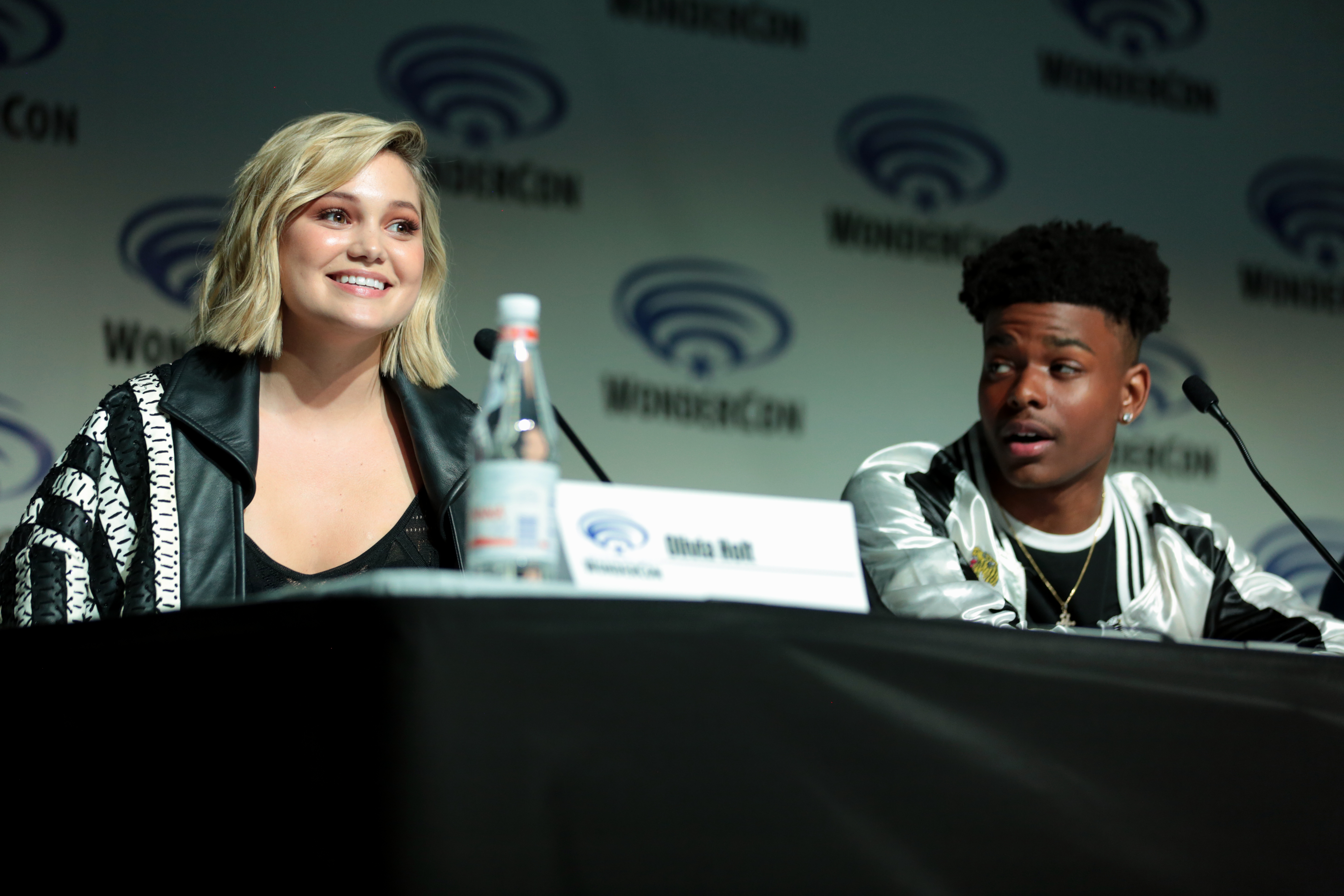
Olivia Holt e Aubrey Joseph promovendo Cloak & Dagger na WonderCon 2018

Em janeiro de 2017, foi anunciado que Olivia Holt e Aubrey Joseph haviam sido escalados como Tandy Bowen / Adaga e Tyrone Johnson / Manto, respectivamente. Gina Prince-Bythewood, a diretora do primeiro episódio, chamou o processo de escalação de "muito, muito difícil... faltavam poucos dias antes do início das filmagens e não tínhamos encontrado atores para Tandy e Tyrone. Pessoas começaram a ficar dispostas para os papeis, mas as pessoas que estavam na mesa tinham 27, 28 anos. Elas eram crescidas e isso não parecia certo para a série. Então Aubrey e Olivia entraram pela porta, e eles tiveram ótimos testes."
Gloria Reuben e Miles Mussenden foram escalados como os pais de Tyrone, Adina e Otis Johnson; Andrea Roth foi escalada como Melissa Bowen, a mãe de Tandy; J.D. Evermore, Carl Lundstedt, Emma Lahana e Jaime Zevallos foram escalados como Connors, Liam Walsh, Brigid O'Reilly e Delgado, respectivamente.

### Filmagens
As filmagens da série acontecem em Nova Orleães, com a primeira temporada usando o título de trabalho Shadows. A primeira temporada apresenta muitas cenas feitas com câmera na mão.

### Música
Mark Isham anunciou em maio de 2017 que iria compor músicas para a série. Várias músicas são apresentadas ao longo da primeira temporada, algumas das quais foram coletadas e lançadas em um álbum de trilha sonora digital em 8 de junho de 2018, pela Marvel Music e pela Hollywood Records. Um álbum com a trilha de Isham foi lançado digitalmente em 6 de julho.

### Conexões com o Universo Cinematográfico Marvel
Loeb disse em julho de 2017 que não havia planos para crossover entre séries de diferentes canais, mas observou que Cloak & Dagger e Runaways, do Hulu, compartilham um tema semelhante de se concentrar em heróis adolescentes. Ele acrescentou que a Marvel queria que a série se estabelecesse antes de se conectar mais com outros elementos do Universo Cinematográfico Marvel, dizendo: "coisas que estão acontecendo em Los Angeles [onde Runaways se passa] não vão exatamente afetar o que está acontecendo em Nova Orleães ... É estar ciente disso e tentar encontrar uma maneira de poder discutir [ligações] de uma maneira que faça sentido."
Pokaski afirmou que houve "algumas conversas interessantes sobre como poderíamos unir Tandy e Tyrone [a outras propriedades da Marvel]." Após o final da primeira temporada, Pokaski expandiu, dizendo que ele "adoraria" ter Tandy e Tyrone aparecendo nos filmes do MCU "como jogadores úteis da maneira que eles são nos quadrinhos", mas admitiu que "há muitos obstáculos legais e barreiras corporativas para fazer isso". Em relação a um crossover com Runaways, Pokaski disse que "há esperanças de que haja alguma coisa que possamos cumprir lá", já que a dupla nos quadrinhos aparece no início da série de quadrinhos Fugitivos.

## Lançamento
| Temporada | Temporada | Episódios | Exibição original  | Exibição original   | Datas de lançamento em DVD e Blu-ray Disc\|Blu-ray]] | Datas de lançamento em DVD e Blu-ray Disc\|Blu-ray]] | Datas de lançamento em DVD e Blu-ray Disc\|Blu-ray]] |
| Temporada | Temporada | Episódios | Primeira exibição  | Última exibição     | Região 1                                             | Região 2                                             | Região 4                                             |
| --------- | --------- | --------- | ------------------ | ------------------- | ---------------------------------------------------- | ---------------------------------------------------- | ---------------------------------------------------- |
|           | 1         | 10        | 7 de junho de 2018 | 2 de agosto de 2018 | por anunciar                                         | por anunciar                                         | por anunciar                                         |
|           | 2         | 10        | 4 de abril de 2019 | 30 de maio de 2019  | por anunciar                                         | por anunciar                                         | por anunciar                                         |

Cloak & Dagger vai ao ar nos Estados Unidos na Freeform.

## Recepção
| Temporada | Temporada | Nielsen ratings                                | Nielsen ratings                              | Recepção da crítica | Recepção da crítica |
| Temporada | Temporada | Telespectadores totais da estreia (em milhões) | Telespectadores totais do final (em milhões) | Rotten Tomatoes     | Metacritic          |
| --------- | --------- | ---------------------------------------------- | -------------------------------------------- | ------------------- | ------------------- |
|           | 1         | 0,919                                          | 0,423                                        | 90% (41 resenhas)   | 68 (15 resenhas)    |
|           | 2         | 0,477                                          | 0,346                                        | 86% (7 resenhas)    | —                   |

### Audiência
Cloak & Dagger teve o melhor lançamento de série na Freeform em dois anos e foi o drama mais assistido da Freeform desde "Till Death Do Us Part", o final da série Pretty Little Liars em junho de 2017. Depois de três dias, "First Light" teve 1,64 milhão de telespectadores, o que representou um aumento de 78% em relação aos espectadores iniciais, o maior aumento de três dias para qualquer lançamento na Freeform. "First Light" também teve a maior estreia digital de todos os tempos da rede, com 716 000 visualizações. A estreia atraiu 7,3 milhões de visualizações em plataformas lineares e digitais e foi a série mais comentada com 112 mil menções no Twitter, Instagram, Facebook e Tumblr.

### Recepção da crítica
Para a primeira temporada, o site agregador de críticas Rotten Tomatoes relatou um índice de aprovação de 90% com uma nota média de 7.77/10 com base em 41 análises. O consenso crítico do site diz: "Cloak & Dagger mistura drama soap com grão de super-herói para criar uma adição emocionante e surpreendentemente pensativa ao gênero — mesmo que seja vítima a uma certa quantidade de inchaço narrativo". Metacritic, que usa um média ponderada, atribuiu uma pontuação de 68 em 100 com base em comentários de 15 críticos, indicando "geralmente avaliações favoráveis".

### Análise
Abraham Riesman do Vulture sentiu que uma das potencialidades da série era o fato da Marvel ter uma oportunidade única de contar uma história "sem precisar apelar para qualquer tipo de base de fãs fanáticos ou honrar histórias icônicas", porque os personagens não tem "nenhum arqui-inimigo famoso", nem "uma graphic novel amplamente lida" que os fãs esperariam ver.
Rob Cave do Comic Book Resources disse que a série ser situada em Nova Orleães "dá ao público um vislumbre de parte do Universo Marvel, e da América, que é visto na tela com muito menos frequência do que os reinos míticos de Asgard, as cidades de ficção científica de Xandar Prime ou as metrópoles mais expostas de Nova York e Los Angeles. Essa mudança também dá a história de Cloak & Dagger seu próprio espaço, longe da confusão e do clamor das multidões de super-heróis já estabelecidos em todo o MCU."

### Prêmios
| Ano  | Prêmio             | Categoria                        | Indicação      | Resultado | Ref(s) |
| ---- | ------------------ | -------------------------------- | -------------- | --------- | ------ |
| 2018 | Teen Choice Awards | Choice Summer TV Show            | Cloak & Dagger | Indicado  | [ 64 ] |
| 2018 | Teen Choice Awards | Choice Summer TV Star            | Olivia Holt    | Venceu    | [ 64 ] |
| 2018 | Teen Choice Awards | Choice Summer TV Star            | Aubrey Joseph  | Indicado  | [ 64 ] |
| 2019 | Saturn Awards      | Best Superhero Television Series | Cloak & Dagger | Pendente  | [ 65 ] |
| 2019 | Teen Choice Awards | Choice Fantasy Sci/Fi Actor      | Aubrey Joseph  | Indicado  | [ 66 ] |
| 2019 | Teen Choice Awards | Choice Fantasy/Sci-Fi Actress    | Olivia Holt    | Indicado  | [ 66 ] |